# Augustin Darthé
Augustin Alexandre Joseph Darthé, né le 1er octobre 1769 à Saint-Pol-sur-Ternoise et guillotiné à Vendôme le 8 prairial an V, soit le 27 mai 1797, est un révolutionnaire français.

## Biographie
Né de  Charles François Darthé chirurgien juré et de Jeanne Marguerite Fayolle, la modeste fortune de ses parents permet à leur fils d'entreprendre des études de droit à Paris, où il se trouve en 1789. Augustin Darthé participe ainsi à toutes les journées révolutionnaires, en particulier la prise de la Bastille.
Revenu dans le Pas-de-Calais, il est élu officier municipal en novembre 1790. Il est ensuite nommé secrétaire greffier du département, le 16 septembre 1792, puis commissaire aux frontières le 22. Il multiplie alors les ateliers d'armes pour armer les volontaires. Le 11 novembre 1792, il est élu membre du directoire départemental. En mars 1793, il est nommé commissaire aux levées d'hommes et doit faire face, dans le nord du district de Saint-Pol, le 25 août, à un mouvement d'insurrection mené par des déserteurs et des contre-révolutionnaires : la « petite Vendée de Pernes ». Sous l'autorité de Darthé, six mille hommes matent le mouvement et procèdent à trois cents arrestations, lesquelles sont suivies de dix-neuf condamnations à mort. La Convention nationale décrète alors qu'il a bien mérité de la patrie.
Devenu secrétaire de Joseph Le Bon, il est nommé juré du tribunal révolutionnaire local le 13 février 1794, puis accusateur public le 22 avril.
Les haines durables que lui valent cette organisation de la répression aboutissent à son arrestation en 1794 au lendemain du 9 Thermidor. Il reste quatorze mois en prison, jusqu'à la fin de septembre 1795. Carnot ne lui confie alors qu'une place d'employé à l'Agence de commerce en Belgique. Profitant de la réaction suscitée par l'insurrection royaliste du 13 vendémiaire an IV, il participe à la formation du club du Panthéon, où il tente de diffuser les idées de Gracchus Babeuf, qu'il a rencontré avec d'autres démocrates, jusqu'à sa fermeture, fin février 1796.
Avec Babeuf et Philippe Buonarroti, il participe alors à la Conjuration des Égaux. Le réseau des « Égaux » recouvre tous les arrondissements de Paris et de nombreuses villes de province. À sa tête, un « Directoire secret de salut public », dirigé par Babeuf, coordonne la lutte - Darthé, de son côté, est chargé de la surveillance et des liens avec les agents subalternes. C'est également lui qui négocie le ralliement de plusieurs anciens conventionnels.
Le but est de continuer la révolution, et d'aboutir à la collectivisation des terres et des moyens de production, pour obtenir « la parfaite égalité » et « le bonheur commun ». Toutefois, Darthé semble plus sensible aux objectifs politiques et sociaux immédiats et se prononce contre la loi agraire. Les projets insurrectionnels de sa main visent plutôt le retour des institutions et du personnel politique de l'an II, ainsi que l'établissement d'une terreur économique et le partage des biens des riches et des contre-révolutionnaires entre les sans-culottes. Par ailleurs, il insiste sur la nécessité de relayer l'insurrection parisienne par des soulèvements locaux, qu'il s'efforce de favoriser par sa correspondance et ses voyages dans le Pas-de-Calais.
Grâce aux informations d'un indicateur, Georges Grisel, la police arrête Babeuf, Buonarroti, Darthé et les principaux meneurs des Égaux le 10 mai 1796 (21 floréal an IV). Pour éviter les tentatives d'évasion, les Égaux sont transférés à Vendôme (Loir-et-Cher).
Une haute cour est constituée, et le procès s'ouvre à Vendôme le 20 février 1797 en présence de deux ministres. Le 16 avril, Lazare Carnot avait fait voter une loi qui punissait de mort l'apologie de la Constitution de 1793 et les appels à la dissolution du Directoire. Babeuf, à qui on reproche l'initiative du complot et Darthé, qui s'est enfermé lors des débats dans le mutisme le plus total et à qui l'on reproche la rédaction de l'ordre d'exécution des Directeurs, sont condamnés à mort le 26 mai 1797. Babeuf et Darthé tentent de se poignarder et sont guillotinés le lendemain, 8 prairial an V (27 mai 1797). Philippe Buonarroti, Charles Germain et cinq autres accusés sont condamnés à la déportation. 56 autres accusés, dont Jean-Baptiste-André Amar sont acquittés.

## Source
- Articles « Babeuf » et « Darthé » de François Wartelle, in Dictionnaire historique de la Révolution française dirigé par Albert Soboul, PUF, 1989 rééd. Quadrige, p. 63–66 et 323).